# First Division 1894-1895
La First Division 1894-1895 è stata la 7ª edizione della massima serie del campionato inglese di calcio, disputato tra il 1º settembre 1894 e il 27 aprile 1895 e concluso con la vittoria del Sunderland, al suo terzo titolo.
Capocannoniere del torneo è stato Johnny Campbell (Sunderland) con 22 reti.

## Squadre partecipanti
| Club              | Stagione | Città          | Stadio                | Stagione precedente                                      |
| ----------------- | -------- | -------------- | --------------------- | -------------------------------------------------------- |
| Aston Villa       | dettagli | Birmingham     | Wellington Road       | 1º posto in First Division                               |
| Blackburn         | dettagli | Blackburn      | Ewood Park            | 4º posto in First Division                               |
| Bolton            | dettagli | Bolton         | Pike's Lane           | 13º posto in First Division                              |
| Burnley           | dettagli | Burnley        | Turf Moor             | 5º posto in First Division                               |
| Derby County      | dettagli | Derby          | County Cricket Ground | 3º posto in First Division                               |
| Everton           | dettagli | Liverpool      | Goodison Park         | 6º posto in First Division                               |
| Liverpool         | dettagli | Liverpool      | Anfield               | 1º posto in Second Division, promosso dopo i test-match. |
| Nottingham Forest | dettagli | Nottingham     | Town Ground           | 14º posto in First Division                              |
| Preston N.E.      | dettagli | Preston        | Deepdale              | 7º posto in First Division                               |
| Sheffield Utd     | dettagli | Sheffield      | Bramall Lane          | 10º posto in First Division                              |
| Sheffield Weds    | dettagli | Sheffield      | Olive Grove           | 12º posto in First Division                              |
| Small Heath       | dettagli | Birmingham     | Muntz Street          | 2º posto in Second Division, promosso dopo i test-match. |
| Stoke City        | dettagli | Stoke-on-Trent | Victoria Ground       | 11º posto in First Division                              |
| Sunderland        | dettagli | Sunderland     | Newcastle Road        | 2º posto in First Division                               |
| West Bromwich     | dettagli | West Bromwich  | Stoney Lane           | 8º posto in First Division                               |
| Wolverhampton     | dettagli | Wolverhampton  | Molineux Stadium      | 9º posto in First Division                               |

## Classifica finale
|       | Pos. | Squadra           | Pt | G  | V  | N  | P  | GF | GS | Med   |
| ----- | ---- | ----------------- | -- | -- | -- | -- | -- | -- | -- | ----- |
|       | 1.   | Sunderland        | 47 | 30 | 21 | 5  | 4  | 80 | 37 | 2,162 |
|       | 2.   | Everton           | 42 | 30 | 18 | 6  | 6  | 82 | 50 | 1,640 |
| [ 2 ] | 3.   | Aston Villa       | 39 | 30 | 17 | 5  | 8  | 82 | 43 | 1,907 |
|       | 4.   | Preston N.E.      | 35 | 30 | 15 | 5  | 10 | 62 | 46 | 1,348 |
|       | 5.   | Blackburn         | 32 | 30 | 11 | 10 | 9  | 59 | 49 | 1,204 |
|       | 6.   | Sheffield Utd     | 32 | 30 | 14 | 4  | 12 | 57 | 55 | 1,036 |
|       | 7.   | Nottingham Forest | 31 | 30 | 13 | 5  | 12 | 50 | 56 | 0,893 |
|       | 8.   | Sheffield Weds    | 28 | 30 | 12 | 4  | 14 | 50 | 55 | 0,909 |
|       | 9.   | Burnley           | 26 | 30 | 11 | 4  | 15 | 44 | 56 | 0,786 |
|       | 10.  | Bolton            | 25 | 30 | 9  | 7  | 14 | 61 | 62 | 0,984 |
|       | 11.  | Wolverhampton     | 25 | 30 | 9  | 7  | 14 | 43 | 63 | 0,683 |
|       | 12.  | Small Heath       | 25 | 30 | 9  | 7  | 14 | 50 | 74 | 0,676 |
|       | 13.  | West Bromwich     | 24 | 30 | 10 | 4  | 16 | 51 | 66 | 0,773 |
|       | 14.  | Stoke City        | 24 | 30 | 9  | 6  | 15 | 50 | 67 | 0,746 |
|       | 15.  | Derby County      | 23 | 30 | 7  | 9  | 14 | 45 | 68 | 0,662 |
|       | 16.  | Liverpool         | 22 | 30 | 7  | 8  | 15 | 51 | 70 | 0,729 |

Legenda:
      Campione d'Inghilterra.
 Ai Test-Match.
      Retrocessa in Second Division 1895-1896 dopo i Test-match.
Regolamento:
Due punti a vittoria, uno a pareggio, zero a sconfitta.
A parità di punti le squadre venivano classificate secondo il quoziente reti.

## Risultati

### Tabellone
|                   | Ast  | Bir  | Bla  | Bol  | Bur  | Der  | Eve  | Liv  | NmF  | Pre  | ShU  | ShW  | Sto  | Sun  | WBA  | Wol  |
| ----------------- | ---- | ---- | ---- | ---- | ---- | ---- | ---- | ---- | ---- | ---- | ---- | ---- | ---- | ---- | ---- | ---- |
| Aston Villa       | –––– | 2-1  | 3-0  | 2-1  | 5-0  | 4-0  | 2-2  | 5-0  | 4-1  | 4-1  | 5-0  | 3-1  | 6-0  | 1-2  | 3-1  | 2-2  |
| Birmingham        | 2-2  | –––– | 1-1  | 2-0  | 1-0  | 3-5  | 4-4  | 3-0  | 1-2  | 4-4  | 4-2  | 0-0  | 4-2  | 1-1  | 1-2  | 4-3  |
| Blackburn         | 1-3  | 9-1  | –––– | 2-1  | 1-0  | 0-0  | 4-3  | 1-1  | 0-0  | 1-1  | 3-2  | 3-1  | 6-0  | 1-1  | 3-0  | 5-1  |
| Bolton            | 4-3  | 1-2  | 1-3  | –––– | 1-1  | 6-0  | 1-3  | 1-0  | 4-1  | 1-2  | 6-2  | 2-2  | 2-2  | 4-1  | 5-0  | 6-1  |
| Burnley           | 3-3  | 3-1  | 2-1  | 1-0  | –––– | 2-0  | 2-4  | 3-3  | 0-1  | 2-1  | 2-4  | 3-0  | 1-2  | 0-3  | 2-0  | 2-1  |
| Derby County      | 0-2  | 4-1  | 0-0  | 2-2  | 0-2  | –––– | 2-2  | 0-1  | 4-2  | 2-1  | 4-1  | 1-2  | 1-1  | 1-2  | 1-1  | 1-3  |
| Everton           | 4-2  | 5-0  | 2-1  | 3-1  | 3-2  | 2-3  | –––– | 3-0  | 6-1  | 4-2  | 1-1  | 3-1  | 3-0  | 2-2  | 4-1  | 2-1  |
| Liverpool         | 1-2  | 3-1  | 2-2  | 1-2  | 0-3  | 5-1  | 2-2  | –––– | 5-0  | 2-5  | 2-2  | 4-2  | 2-0  | 2-3  | 4-0  | 3-3  |
| Nottingham Forest | 2-1  | 2-0  | 2-3  | 3-3  | 2-1  | 2-1  | 2-3  | 3-0  | –––– | 0-2  | 3-0  | 2-1  | 3-1  | 2-1  | 5-3  | 0-2  |
| Preston N.E.      | 0-1  | 0-1  | 1-1  | 2-2  | 4-0  | 3-2  | 1-2  | 2-2  | 3-1  | –––– | 2-1  | 3-1  | 3-0  | 1-0  | 5-0  | 2-0  |
| Sheffield Utd     | 2-1  | 0-2  | 3-0  | 5-0  | 2-2  | 1-4  | 4-2  | 2-2  | 3-2  | 0-1  | –––– | 1-0  | 3-0  | 4-0  | 2-1  | 1-0  |
| Sheffield Weds    | 1-0  | 2-0  | 4-1  | 2-1  | 4-3  | 1-1  | 3-0  | 5-0  | 0-0  | 3-1  | 2-3  | –––– | 2-4  | 1-2  | 3-2  | 3-1  |
| Stoke City        | 4-1  | 2-2  | 5-1  | 5-0  | 5-1  | 4-1  | 1-3  | 3-1  | 0-3  | 2-1  | 1-3  | 0-2  | –––– | 2-5  | 1-1  | 0-0  |
| Sunderland        | 4-4  | 7-1  | 3-2  | 4-0  | 3-0  | 8-0  | 2-1  | 3-2  | 2-2  | 2-0  | 2-0  | 3-1  | 3-1  | –––– | 3-0  | 2-0  |
| West Bromwich     | 3-2  | 4-1  | 2-0  | 1-1  | 0-1  | 2-2  | 1-4  | 5-0  | 1-0  | 4-5  | 1-0  | 6-0  | 3-2  | 0-2  | –––– | 5-1  |
| Wolverhampton     | 0-4  | 2-1  | 3-3  | 4-2  | 1-0  | 2-2  | 1-0  | 3-1  | 1-1  | 1-3  | 0-3  | 2-0  | 0-0  | 1-4  | 3-1  | –––– |

### Calendario
| Aston Villa | 2 - 1 | Small Heath |

| Blackburn | 1 - 1 | Liverpool |

| Bolton | 2 - 2 | Stoke City |

| Everton | 3 - 1 | Sheffield Weds |

| Nottingham Forest | 2 - 1 | Burnley |

| Sheffield Utd | 2 - 1 | West Bromwich |

| Sunderland | 8 - 0 | Derby County |

| Wolverhampton | 1 - 3 | Preston N.E. |

| Burnley | 3 - 3 | Liverpool |

| Everton | 5 - 0 | Small Heath |

| Sheffield Weds | 3 - 1 | Preston N.E. |

| Wolverhampton | 0 - 3 | Sheffield Utd |

| Derby County | 4 - 2 | Nottingham Forest |

| Liverpool | 1 - 2 | Aston Villa |

| Preston N.E. | 2 - 1 | Sheffield Utd |

| Small Heath | 2 - 0 | Bolton |

| Sheffield Weds | 4 - 1 | Blackburn |

| Sunderland | 3 - 0 | Burnley |

| Stoke City | 1 - 3 | Everton |

| West Bromwich | 5 - 1 | Wolverhampton |

| Liverpool | 1 - 2 | Bolton |

| Aston Villa | 1 - 2 | Sunderland |

| Blackburn | 6 - 0 | Stoke City |

| Bolton | 1 - 2 | Preston N.E. |

| Derby County | 1 - 2 | Sheffield Weds |

| Everton | 6 - 1 | Nottingham Forest |

| Sheffield Utd | 2 - 2 | Burnley |

| West Bromwich | 5 - 0 | Liverpool |

| Wolverhampton | 2 - 1 | Small Heath |

| Burnley | 2 - 1 | Wolverhampton |

| Derby County | 0 - 2 | Aston Villa |

| Liverpool | 2 - 2 | Blackburn |

| Nottingham Forest | 2 - 3 | Everton |

| Preston N.E. | 0 - 1 | Small Heath |

| Sheffield Weds | 2 - 1 | Bolton |

| Stoke City | 1 - 3 | Sheffield Utd |

| Sunderland | 3 - 0 | West Bromwich |

| Blackburn | 3 - 1 | Sheffield Weds |

| Bolton | 4 - 1 | Sunderland |

| Burnley | 2 - 0 | Derby County |

| Everton | 4 - 1 | West Bromwich |

| Sheffield Utd | 3 - 2 | Nottingham Forest |

| Small Heath | 4 - 4 | Preston N.E. |

| Stoke City | 4 - 1 | Aston Villa |

| Wolverhampton | 3 - 1 | Liverpool |

| Nottingham Forest | 0 - 2 | Preston N.E. |

| Bolton | 1 - 3 | Everton |

| Liverpool | 2 - 2 | Sheffield Utd |

| Small Heath | 4 - 3 | Wolverhampton |

| Nottingham Forest | 2 - 1 | Aston Villa |

| Preston N.E. | 1 - 1 | Blackburn |

| Sheffield Weds | 4 - 3 | Burnley |

| Sunderland | 3 - 1 | Stoke City |

| Sheffield Utd | 3 - 0 | Blackburn |

| Aston Villa | 3 - 1 | West Bromwich |

| Blackburn | 2 - 1 | Bolton |

| Burnley | 3 - 1 | Small Heath |

| Derby County | 1 - 2 | Sunderland |

| Everton | 3 - 0 | Liverpool |

| Sheffield Utd | 0 - 1 | Preston N.E. |

| Stoke City | 0 - 3 | Nottingham Forest |

| Wolverhampton | 2 - 0 | Sheffield Weds |

| Blackburn | 4 - 3 | Everton |

| Bolton | 1 - 1 | Burnley |

| Liverpool | 2 - 0 | Stoke City |

| Preston N.E. | 2 - 0 | Wolverhampton |

| Small Heath | 2 - 2 | Aston Villa |

| West Bromwich | 2 - 2 | Derby County |

| Sheffield Utd | 2 - 1 | Aston Villa |

| Aston Villa | 5 - 0 | Liverpool |

| Blackburn | 1 - 1 | Preston N.E. |

| Burnley | 0 - 1 | Nottingham Forest |

| Derby County | 1 - 1 | West Bromwich |

| Everton | 2 - 2 | Sunderland |

| Sheffield Weds | 2 - 3 | Sheffield Utd |

| Stoke City | 2 - 2 | Small Heath |

| Wolverhampton | 4 - 2 | Bolton |

| Bolton | 1 - 3 | Blackburn |

| Liverpool | 0 - 3 | Burnley |

| Nottingham Forest | 2 - 1 | Derby County |

| Sheffield Weds | 1 - 0 | Aston Villa |

| Small Heath | 4 - 4 | Everton |

| Sunderland | 2 - 0 | Wolverhampton |

| West Bromwich | 1 - 0 | Sheffield Utd |

| West Bromwich | 1 - 1 | Bolton |

| Aston Villa | 4 - 1 | Preston N.E. |

| Blackburn | 1 - 1 | Sunderland |

| Burnley | 3 - 0 | Sheffield Weds |

| Stoke City | 3 - 1 | Liverpool |

| West Bromwich | 4 - 1 | Small Heath |

| Wolverhampton | 1 - 1 | Nottingham Forest |

| Aston Villa | 5 - 0 | Sheffield Utd |

| Stoke City | 2 - 1 | Preston N.E. |

| Blackburn | 1 - 0 | Burnley |

| Liverpool | 2 - 2 | Everton |

| Nottingham Forest | 3 - 0 | Sheffield Utd |

| Preston N.E. | 3 - 2 | Derby County |

| Sheffield Weds | 3 - 1 | Wolverhampton |

| Small Heath | 4 - 2 | Stoke City |

| Sunderland | 4 - 0 | Bolton |

| West Bromwich | 3 - 2 | Aston Villa |

| Aston Villa | 4 - 1 | Nottingham Forest |

| Bolton | 1 - 2 | Small Heath |

| Burnley | 2 - 0 | West Bromwich |

| Derby County | 2 - 1 | Preston N.E. |

| Everton | 2 - 1 | Blackburn |

| Sunderland | 3 - 2 | Liverpool |

| Wolverhampton | 0 - 0 | Stoke City |

| Blackburn | 1 - 3 | Aston Villa |

| Liverpool | 3 - 3 | Wolverhampton |

| Preston N.E. | 2 - 2 | Bolton |

| Small Heath | 4 - 2 | Sheffield Utd |

| West Bromwich | 1 - 4 | Everton |

| Aston Villa | 3 - 1 | Sheffield Weds |

| Aston Villa | 3 - 0 | Blackburn |

| Burnley | 2 - 1 | Preston N.E. |

| Everton | 3 - 1 | Bolton |

| Nottingham Forest | 5 - 3 | West Bromwich |

| Sheffield Utd | 2 - 2 | Liverpool |

| Stoke City | 0 - 2 | Sheffield Weds |

| Sunderland | 7 - 1 | Small Heath |

| Wolverhampton | 2 - 2 | Derby County |

| Derby County | 0 - 2 | Burnley |

| Bolton | 6 - 1 | Wolverhampton |

| Derby County | 4 - 1 | Sheffield Utd |

| Liverpool | 3 - 1 | Small Heath |

| Preston N.E. | 1 - 2 | Everton |

| Sheffield Weds | 0 - 0 | Nottingham Forest |

| Sunderland | 3 - 2 | Blackburn |

| West Bromwich | 3 - 2 | Stoke City |

| Small Heath | 1 - 2 | Nottingham Forest |

| Blackburn | 3 - 0 | West Bromwich |

| Burnley | 2 - 4 | Sheffield Utd |

| Wolverhampton | 0 - 4 | Aston Villa |

| Bolton | 1 - 0 | Liverpool |

| Preston N.E. | 3 - 0 | Stoke City |

| Sheffield Utd | 1 - 4 | Derby County |

| Aston Villa | 6 - 0 | Stoke City |

| Blackburn | 3 - 2 | Sheffield Utd |

| Derby County | 2 - 2 | Bolton |

| Sheffield Weds | 2 - 0 | Small Heath |

| West Bromwich | 0 - 2 | Sunderland |

| Wolverhampton | 1 - 0 | Burnley |

| Nottingham Forest | 2 - 1 | Sunderland |

| Sheffield Weds | 1 - 1 | Derby County |

| Wolverhampton | 3 - 1 | West Bromwich |

| Nottingham Forest | 2 - 3 | Blackburn |

| Preston N.E. | 1 - 0 | Sunderland |

| Small Heath | 3 - 0 | Liverpool |

| West Bromwich | 0 - 1 | Burnley |

| Blackburn | 0 - 0 | Nottingham Forest |

| Bolton | 6 - 0 | Derby County |

| Liverpool | 4 - 0 | West Bromwich |

| Sheffield Weds | 3 - 0 | Everton |

| Sunderland | 2 - 0 | Preston N.E. |

| Sunderland | 4 - 4 | Aston Villa |

| Aston Villa | 4 - 0 | Derby County |

| Blackburn | 9 - 1 | Small Heath |

| Burnley | 1 - 0 | Bolton |

| Sheffield Weds | 5 - 0 | Liverpool |

| Sunderland | 2 - 2 | Nottingham Forest |

| West Bromwich | 4 - 5 | Preston N.E. |

| Wolverhampton | 1 - 0 | Everton |

| Bolton | 2 - 2 | Sheffield Weds |

| Everton | 3 - 0 | Stoke City |

| Derby County | 0 - 1 | Liverpool |

| Burnley | 2 - 1 | Blackburn |

| Derby County | 2 - 2 | Everton |

| Liverpool | 5 - 0 | Nottingham Forest |

| Preston N.E. | 0 - 1 | Aston Villa |

| Sheffield Utd | 1 - 0 | Sheffield Weds |

| Stoke City | 5 - 0 | Bolton |

| Wolverhampton | 1 - 4 | Sunderland |

| Bolton | 6 - 2 | Sheffield Utd |

| Derby County | 1 - 1 | Stoke City |

| Nottingham Forest | 2 - 1 | Sheffield Weds |

| Sheffield Utd | 1 - 0 | Wolverhampton |

| Aston Villa | 2 - 1 | Bolton |

| Derby County | 1 - 3 | Wolverhampton |

| Everton | 1 - 1 | Sheffield Utd |

| Nottingham Forest | 2 - 0 | Small Heath |

| Preston N.E. | 4 - 0 | Burnley |

| Stoke City | 2 - 5 | Sunderland |

| West Bromwich | 2 - 0 | Blackburn |

| Stoke City | 0 - 0 | Wolverhampton |

| Small Heath | 1 - 1 | Sunderland |

| Sheffield Utd | 3 - 0 | Stoke City |

| Burnley | 3 - 3 | Aston Villa |

| Everton | 4 - 2 | Preston N.E. |

| Nottingham Forest | 3 - 1 | Stoke City |

| Small Heath | 1 - 2 | West Bromwich |

| Sunderland | 2 - 0 | Sheffield Utd |

| Wolverhampton | 3 - 3 | Blackburn |

| Preston N.E. | 5 - 0 | West Bromwich |

| Sheffield Utd | 4 - 2 | Everton |

| Sunderland | 3 - 1 | Sheffield Weds |

| Liverpool | 5 - 1 | Derby County |

| Small Heath | 1 - 1 | Blackburn |

| Sheffield Utd | 4 - 0 | Sunderland |

| Burnley | 2 - 4 | Everton |

| Nottingham Forest | 3 - 3 | Bolton |

| Small Heath | 3 - 5 | Derby County |

| Everton | 3 - 2 | Burnley |

| Blackburn | 5 - 1 | Wolverhampton |

| Bolton | 4 - 3 | Aston Villa |

| Preston N.E. | 3 - 1 | Nottingham Forest |

| Sheffield Weds | 1 - 2 | Sunderland |

| Small Heath | 1 - 0 | Burnley |

| Stoke City | 4 - 1 | Derby County |

| Liverpool | 2 - 3 | Sunderland |

| Small Heath | 0 - 0 | Sheffield Weds |

| Stoke City | 1 - 1 | West Bromwich |

| Derby County | 4 - 1 | Small Heath |

| Liverpool | 4 - 2 | Sheffield Weds |

| Stoke City | 5 - 1 | Burnley |

| Sheffield Weds | 3 - 2 | West Bromwich |

| Aston Villa | 5 - 0 | Burnley |

| Derby County | 0 - 0 | Blackburn |

| Nottingham Forest | 3 - 0 | Liverpool |

| Everton | 2 - 1 | Wolverhampton |

| Blackburn | 0 - 0 | Derby County |

| Bolton | 4 - 1 | Nottingham Forest |

| Preston N.E. | 2 - 2 | Liverpool |

| Bolton | 5 - 0 | West Bromwich |

| Burnley | 0 - 3 | Sunderland |

| Everton | 2 - 3 | Derby County |

| Nottingham Forest | 0 - 2 | Wolverhampton |

| Preston N.E. | 3 - 1 | Sheffield Weds |

| Sheffield Utd | 0 - 2 | Small Heath |

| Stoke City | 5 - 1 | Blackburn |

| Aston Villa | 2 - 2 | Wolverhampton |

| Sheffield Utd | 5 - 0 | Bolton |

| West Bromwich | 1 - 0 | Nottingham Forest |

| Sheffield Weds | 2 - 4 | Stoke City |

| Burnley | 1 - 2 | Stoke City |

| Liverpool | 2 - 5 | Preston N.E. |

| Sunderland | 2 - 1 | Everton |

| West Bromwich | 6 - 0 | Sheffield Weds |

| Aston Villa | 2 - 2 | Everton |

## Spareggi

### Test-match
Le ultime tre squadre classificate della First Division affrontavano le prime tre classificate della Second Division.
|              | Risultati |              | Luogo e data              |
| ------------ | --------- | ------------ | ------------------------- |
| Bury         | 1-0       | Liverpool    | Blackburn, 27 aprile 1895 |
| Derby County | 2-1       | Notts County | Leicester, 27 aprile 1895 |
| Stoke City   | 3-0       | Newton Heath | Burslem, 27 aprile 1895   |
|              |           |              |                           |

## Statistiche

### Squadra

#### Primati stagionali
- Maggior numero di vittorie: Sunderland (21)
- Minor numero di sconfitte: Sunderland (4)
- Migliore attacco: Everton, Aston Villa (82)
- Miglior difesa: Sunderland (37)
- Maggior numero di pareggi: Blackburn (10)
- Minor numero di pareggi: Burnley, Sheffield United, West Bromwich (4)
- Maggior numero di sconfitte: West Bromwich (16)
- Minor numero di vittorie: Derby County, Liverpool (7)
- Peggior attacco: Wolverhampton (43)
- Peggior difesa: Small Heath (74)